# Chilatherina axelrodi
Chilatherina axelrodi је зракоперка из реда Atheriniformes.

## Угроженост
Ова врста је наведена као последња брига, јер има широко распрострањење и честа је врста.

## Распрострањење
Ареал врсте је ограничен на мањи број држава. 
Врста има станиште у Индонезији и Папуи Новој Гвинеји.

## Станиште
Станиште врсте су слатководна подручја. 
Врста је присутна на подручју острва Нова Гвинеја.